# Oberkommando des Heeres
Het Oberkommando des Heeres of OKH voerde het operationele bevel over de Duitse landmacht (Heer) tussen 1936 en 1945. Het OKH legde eerst verantwoording af aan het Reichministerium (ministerie van Oorlog) en vanaf 1938 aan het Oberkommando der Wehrmacht (OKW). Er heerste rivaliteit tussen het OKH en het OKW waarna Hitler vanaf 1941 besliste dat het OKW het bevel voerde over de operaties in het Westen en het OKH over het Russisch front.

## Achtergrond
Op 16 maart 1935 beval Adolf Hitler een grootschalige reorganisatie van de Reichswehr. De nieuwe Wehrmacht, opgericht op 16 maart 1935, zou initieel worden opgebouwd rond 36 divisies en 12 legerkorpsen. De Wehrmacht bestond uit de Heer (landmacht), Luftwaffe (luchtmacht) en de Kriegsmarine (zeemacht). In de praktijk functioneerde ook de Waffen-SS, officieel de militaire tak van de SS, als een onderdeel van de Wehrmacht. Het opperbevel van de Wehrmacht werd eerst waargenomen door Werner von Blomberg, de minister van Oorlog, maar in 1938, na de Blomberg-Fritschaffaire waarbij minister van Oorlog Werner von Blomberg en de Bevelhebber van de Heer, Oberbefehlshaber des Heeres (OBdH) Werner Freiherr von Fritsch werden ontslagen, ontbond Hitler het ministerie van Oorlog (Reichswehrministerium) en richtte hij op 4 februari 1938 het Oberkommando der Wehrmacht (OKW) op.

## OKW versus OKH
In theorie was het OKH ondergeschikt aan het OKW. In de praktijk bleek dat het OKW in de beginjaren van de Tweede Wereldoorlog weinig gezag had over het OKH en zeker niet de manschappen om de coördinatie van de Heer op zich te nemen. Er ontstond vooral een grote rivaliteit tussen het OKW en het OKH daar de meeste militaire operaties van nazi-Duitsland tijdens de Tweede Wereldoorlog acties waren van de Heer (met luchtondersteuning). Hitler ondersteunde echter zijn OKW waardoor het OKW naarmate de oorlog vorderde meer en meer gezag kon uitoefenen over het OKH. In 1941 besliste Hitler dat het Oberkommando des Heeres (OKH) het opperbevel van de Duitse strijdkrachten aan het oostfront moest opnemen en het OKW die van alle overige oorlogstheaters (de westerse wereld, Afrika en Italië). Vanaf 1941 kan men zeggen dat er in de praktijk twee militaire opperbevelstructuren waren in het Derde Rijk.

## Organisatie OKH

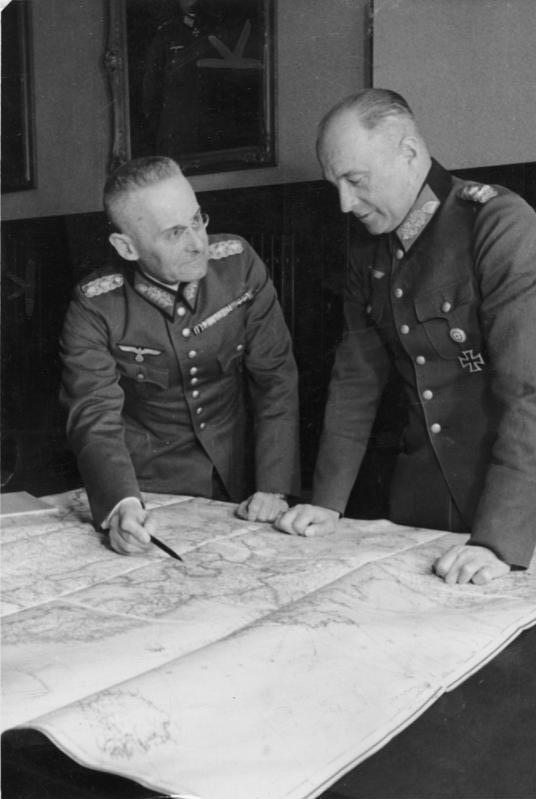
Franz Halder (links) en Walther von Brauchitsch (rechts) in 1939.

### Opperbevelhebber van de Duitse Heer (OBdH)
| Nr. | Opperbevelhebber van de Oberkommando des Heeres Oberbefehlshaber des Heeres | Opperbevelhebber van de Oberkommando des Heeres Oberbefehlshaber des Heeres | Ambtstermijn     | Ambtstermijn     | Overige functie(s) |
| --- | --------------------------------------------------------------------------- | --------------------------------------------------------------------------- | ---------------- | ---------------- | ------------------ |
| 1   | Werner von Fritsch                                                          | Generaloberst Werner von Fritsch (1880–1939)                                | 1 juni 1935      | 4 februari 1938  |                    |
| 2   | Walther von Brauchitsch                                                     | Generalfeldmarschall Walther von Brauchitsch (1881–1948)                    | 4 februari 1938  | 19 december 1941 |                    |
| 3   | Adolf Hitler                                                                | Führer Adolf Hitler (1889–1945)                                             | 19 december 1941 | 30 april 1945    |                    |
| 4   | Ferdinand Schörner                                                          | Generalfeldmarschall Ferdinand Schörner (1892–1973)                         | 30 april 1945    | 8 mei 1945       |                    |

Zoals het de Duitse traditie wou, hield de Oberbefehlshaber des Heeres (OBdH) zich niet bezig met het plannen van de militaire operaties. Deze taak was weggelegd aan de Generale Staf met de Chef van de Generale Staf (Chef des Generalstabs des Heeres of Chef GenStdH) als belangrijkste man in de Heer.

### Chef van de Generale Staf Heer (GenStH)
Een overzicht van de Chef van de Generale Staf van de Heer (Chef des Generalstabs des Heeres of Chef GenStdH). Wanneer Hitler op 19 december 1941 het bevel van het leger overnam nam zijn inbreng in het plannen van de militaire operaties toe en nam de invloed van de GenStdH af.
| Nr.         | Stafchef van de Oberkommando des Heeres Chef des Generalstabs des Heeres | Stafchef van de Oberkommando des Heeres Chef des Generalstabs des Heeres | Ambtstermijn      | Ambtstermijn      | Overige functie(s) |
| ----------- | ------------------------------------------------------------------------ | ------------------------------------------------------------------------ | ----------------- | ----------------- | ------------------ |
| 1           | Ludwig Beck                                                              | Generaloberst Ludwig Beck (1880–1944)                                    | 1 juni 1935       | 1 september 1938  |                    |
| 2           | Franz Halder                                                             | Generaloberst Franz Halder (1884–1972)                                   | 1 september 1938  | 24 september 1942 |                    |
| 3           | Kurt Zeitzler                                                            | Generaloberst Kurt Zeitzler (1895–1963)                                  | 24 september 1942 | 10 juni 1944      |                    |
| [ 5 ]       | Adolf Heusinger                                                          | Generalleutnant Adolf Heusinger (1897–1982)                              | 10 juni 1944      | 21 juli 1944      |                    |
| 4           | Heinz Guderian                                                           | Generaloberst Heinz Guderian (1888–1954)                                 | 21 juli 1944      | 28 maart 1945     |                    |
| 5           | Hans Krebs                                                               | General der Infanterie Hans Krebs (1898–1945)                            | 28 maart 1945     | 2 mei 1945        |                    |
| [ 5 ] [ 6 ] | Wilhelm Keitel                                                           | Generalfeldmarschall Wilhelm Keitel (1882–1946)                          | 2 mei 1945        | 13 mei 1945       |                    |
| [ 5 ] [ 8 ] | Alfred Jodl                                                              | Generaloberst Alfred Jodl (1890–1946)                                    | 13 mei 1945       | 23 mei 1945       |                    |

## Oberquartiermeister I (operaties)[9]
- General der Infanterie Carl-Heinrich von Stülpnagel (1 september 1939 - 10 februari 1940)
- General der Infanterie Friedrich Mieth (10 februari 1940 - 30 mei 1940)
- Generalmajor Friedrich Paulus (30 mei 1940 - 1 januari 1942)
- General der Infanterie Grinther Blumentritt (17 januari 1942 - 24 september 1942)
- Generalleutnant Adolf Heusinger (24 september 1942 - 22 juli 1944)
- General der Panzertruppe Walther Wenck (22 juli 1944 - 17 februari 1945)
- Generalmajor Ivo-Thilo von Trotha (17 Februari 1945 - 1 april 1945)

## Oberquartiermeister II (trainingen)[9]
- Generalleutnant Hans-Heinrich Sixt von Armin (1 september 1939)
- General der Infanterie Carl-Heinrich von Stülpnagel (1 september 1939 - 21 oktober 1939)
- Functie vervallen (21 oktober 1939)

## Oberquartiermeister III (organisatie & technische zaken)[9]
- General der Infanterie Otto Stapf (1 september 1939 - 5 november 1940)
- Functie vervallen (5 november 1940)

## Oberquartiermeister IV (inlichtingen)[9]
- General der Infanterie Kurt von Tippelskirch (1 september 1939 - 5 januari 1941)
- General der Infanterie Gerhard Matzky (5 januari 1941 - 10 januari 1943)

## Oberquartiermeister V (historie leger)[10](van 1942)
- General der Infanterie Waldermar Erfurth (1 september 1939 - 13 juni 1941)